# 挑戦者 (近藤真彦の曲)
『挑戦者』（ちょうせんしゃ）は、近藤真彦の44作目のシングル。2005年12月14日に発売された。発売元はソニー・ミュージックレコーズ。

## 概要
「ヨイショ!'02 〜日本の皆さんホメていきまショー〜」」以来3年半ぶりとなる、シングル。2006年以降に帝国劇場で公演されている『DREAM BOY』ではメインストーリーの終盤で主演メンバーによって歌詞をアレンジした上で披露されている。

## 収録曲
1. 挑戦者
作詞・作曲：中原明彦
編曲：白井良明
2. Never too much
作詞：Kenn Kato
作曲・編曲：中野雄太
3. 挑戦者 -Instrumental-